# Harkány
Harkány [harkáň] je lázeňské město s 4219 obyvateli v nejjižnějším cípu Maďarska v župě Baranya, asi 7 km od chorvatských hranic a řeky Drávy. Leží na silnici B58 asi 25 km jižně od Pécsu. V okolí města je významná vinařská oblast.

## Lázně
Roku 1828 tu byly objeveny sirné prameny, které sem ročně přivedou až milion[zdroj?] návštěvníků. V oblasti je k dispozici přibližně 35 000[zdroj?] lůžek a léčí se zde zejména nemoci pohybového ústrojí a gynekologické potíže[zdroj?].

## Partnerská města
- Бачко Петрово Село, Srbsko
- Băile Tușnad, Rumunsko
- Bruchköbel, Německo